# Skytten (film fra 2013)
 For alternative betydninger, se Skytten. (Se også artikler, som begynder med Skytten)
Skytten er en dansk politisk thriller fra 2013 instrueret af Annette K. Olesen. I hovedrollerne ses Kim Bodnia, Trine Dyrholm og Nikolaj Lie Kaas. Filmen er en genindspilning af filmen med samme navn fra 1977. Filmen handler om en tidligere professionel skytte, der begynder at nedskyde forskellige nøje udvalgte mennesker som reaktion på, at en nytiltrådt regering begår løftebrud ved at begynde at bore efter olie i Nordøstgrønland.

## Handling
Filmens handling udspiller sig over fem dage i København, hvor store dele af den danske befolkning er oprørt over, at en nytiltrådt regering har brudt sine valgløfter og sammen med USA besluttet at bore efter olie i det sårbare Nordøstgrønland. En kvindelig journalist og politisk kommentator giver offentligt udtryk for, at hun forstår, hvis nogle vil gå meget langt for at stoppe regeringens planer. Den udtalelse tager en geofysiker og tidligere olympisk skytte meget bogstaveligt. Han begynder at nedskyde forskellige nøje udvalgte mennesker for at skabe opmærksomhed om sagen.

## Medvirkende
| Skuespiller            | Rolle                                             |
| ---------------------- | ------------------------------------------------- |
| Trine Dyrholm          | Mia Moesgaard, journalist og politisk kommentator |
| Kim Bodnia             | Rasmus Holm Jensen, skytten                       |
| Kristian Halken        | Steffen Husfeldt                                  |
| Nikolaj Lie Kaas       | Thomas Borby, udenrigsminister                    |
| Lars Ranthe            | Jesper Bang                                       |
| Henning Valin Jakobsen | Kriminalreporter                                  |
| Marie-Louise Coninck   | Fru Kamper                                        |
| Carsten Bjørnlund      | Adam Larsen, operativ chef, PET                   |
| Marina Bouras          | Marianne, Mias søster                             |
| Thue Ersted Rasmussen  | Journalistelev                                    |
| Rhea Lehman            | USA's udenrigsminister                            |
| Bent Mejding           | Steen Birger Brask, direktør, Dan Oil             |
| Henrik Prip            | Christian Løvschall                               |
| Ida Dwinger            | Fru Løvschall                                     |
| Jens Jørn Spottag      | Martin Feldting, statsminister                    |
| Søren Spanning         | Henrik Hvid, chefredaktør                         |
| Tammi Øst              | Statsminister før valg                            |
| Ole Dupont             | Mål for skytten                                   |